# Audnedal
Gmina Audnedal (norw. Audnedal kommune) – norweska gmina leżąca w regionie Vest-Agder. Jej siedzibą jest miasto Konsmo.
Audnedal jest 301. norweską gminą pod względem powierzchni.
W miejscowości jest stacja kolejowa Audnedal.

## Demografia
Według danych z roku 2005 gminę zamieszkuje 1575 osób. Gęstość zaludnienia wynosi 6,21 os./km². Pod względem zaludnienia Audnedal zajmuje 362. miejsce wśród norweskich gmin.
| ludność stan na 1 stycznia 2005 |         |           |       |
|                                 | kobiety | mężczyźni | razem |
| osób                            | 784     | 791       | 1575  |
| %                               | 49,78%  | 50,22%    | 100%  |

| wykształcenie stan na 1 października 2004 |            |         |        |          |
|                                           | podstawowe | średnie | wyższe | nieznane |
| osób                                      | 279        | 730     | 180    | 11       |
| %                                         | 23,25%     | 60,83%  | 15%    | 0,92%    |

## Edukacja
Według danych z 1 października 2004:
- liczba szkół podstawowych (norw. grunnskolar): 3
- liczba uczniów szkół podst.: 286

## Władze gminy
Według danych na rok 2011 administratorem gminy (norw. rådmann) jest Kjell Olav Hæåk, natomiast burmistrzem (norw. ordfører, d. borgermester) jest Tønnes Seland.